# نسل‌کشی بنگالی‌ها
نسل‌کشی بنگالی‌ها اشاره به کشتار مردم بنگالی ساکن پاکستان شرقی (بنگلادش امروزی) توسط نیروهای مسلح پاکستان غربی (پاکستان امروزی) و نیروهای جماعت اسلامی، یک گروه شبه‌نظامی اسلام‌گرای بنگلادشی، دارد که منجر به مرگ ۳۰۰ هزار تا ۳ میلیون نفر شد. همچنین به ۲۰۰ هزار تا ۴۰۰ هزار زن بنگالی نیز تجاوز شد؛ دلیل عمده آن این بود که علمای اسلامی گروه جماعت اسلامی، زنان بنگلادشی را «دارایی عمومی» اعلام کردند. در جریان این نسل‌کشی حدود ۸ تا ۱۰ میلیون نفر که بیشتر آن‌ها هندو بودند به کشور هند پناهنده شدند.